# Hydrocharis
Hydrocharis es un género  de plantas acuáticas de la familia Hydrocharitaceae. Es originario del Viejo Mundo. Comprende 16 especies descritas y de estas, solo 3 aceptadas.

## Descripción
Plantas monoica, de libre flotación o enraizamiento en aguas poco profundas, hierbas perennes, con tallos cortos estoloníferos. Hojas pecioladas, en roseta basal, ovado-suborbiculares, cordadas-reniforme en la base, el ápice obtuso o subagudo, todo; estípulas 1 o 2, transparente, escariosa. Flores unisexuales, actinomorfas, las masculinas 1-4, las femeninas solitarias. Pedunculada la espata masculina, con segmentos membranosas lanceolados. Las flores masculinas: poco pediceladas; sépalos 3, oblongo-elípticas, obtusas, de color blanco o blanco verdoso, persistente; pétalos 3, amplia obovadas, blanco, ápice redondeado, mucho más amplio y más largo que los sépalos, membranosos. Las flores femeninas: largo pediceladas, que sobresale de la espata; sépalos y pétalos como en el masculino; elíptica ovario; 6 estilos, libre, planas, poco 2-lobuladas. La fruta eleíptica a globosa, 6 acanalada, falsamente 6 recámara,-muchas sin semillas, pulposa y redondeada. Semillas elipsoide con testa pulposa.

## Taxonomía
El género fue descrito por Carlos Linneo y publicado en Species Plantarum 2: 1036. 1753. La especie tipo es: Hydrocharis morsus-ranae L.

## Especies aceptadas
A continuación se brinda un listado de las especies del género Hydrocharis aceptadas hasta septiembre de 2014, ordenadas alfabéticamente. Para cada una se indica el nombre binomial seguido del autor. abreviado según las convenciones y usos.
- Hydrocharis chevalieri (De Wild.) Dandy, J. Bot. 70: 227 (1932).
- Hydrocharis dubia (Blume) Backer, Handb. Fl. Java 1: 64 (1925).
- Hydrocharis morsus-ranae L., Sp. Pl.: 1036 (1753).